# Alma (finská zpěvačka)
Alma (* 17. ledna 1996 Kuopio, Finsko) je finská zpěvačka a skladatelka. Na začátku své kariéry v roce 2013 se umístila na pátém místě v sedmé sezóně finské verze soutěže „Idol“. Její průlom v hudební kariéře nastal v roce 2015 díky singlu „Muuta ku mä“ a poté podepsala smlouvu s vydavatelstvím Universal Music Group. Její debutové album „Have You Seen Her?“ vyšlo 15. května 2020. Její největší hit je píseň „Chasing Highs“.

## Hudební kariéra

### 2016–2017: debutové EP „Dye My Hair“
V březnu 2016 Alma podepsala smlouvu s vydavatelstvím Universal Music Group a v červnu vydala svůj první sólový singl „Karma“. Dne 28. října 2016 vydala svoje debutové EP „Dye My Hair“. V březnu 2017 vydala singl „Chasing Highs“. Spolupracovala na písni Martina Solveiga „All Stars“.

### 2018: Heavy Rules Mixtape
2. března 2018 vydala mixtape „Heavy Rules Mixtape“. Písně pro mixtape byly vytvořené v roce 2017 a na začátku roku 2018. Na mixtapu hostují MØ, Tove Styrke a Kiiara.

### 2019–2020: Have You Seen Her?
Debutové album „Have You Seen Her?“ bylo vydáno 15. května 2020. Předcházelo mu vydání dvou EP „Have U Seen Her? Part 1“ a „Have U Seen Her? Part 2“ a jeden singl „Bad News Baby“, který vydala 22. listopadu 2019.